# Equmeniakyrkan i Linköping
Equmeniakyrkan är en kyrkobyggnad i Linköping. Kyrkan invigdes 1994 och tillhörde från början Svenska Missionsförbundet som numera är en del av Equmeniakyrkan.
Den 1 maj 2021 gick Baptistkyrkan Linköping och Missionskyrkan Linköping ihop och bildade Equmeniakyrkan Linköping.
I klocktornet hänger två kyrkklockor.

## Orgel
- 1930 byggde Åkerman & Lunds Nya Orgelfabriks AB, Sundbybergs stad en orgel med 16 stämmor, två manualer och pedal. Orgeln flyttades till Centrumkyrkan, Strängnäs.
- Den nuvarande orgeln byggdes 1962 av Marcussen & Søn, Aabenraa, Danmark. Orgeln är mekanisk och har ett tonomfång på 54/30. En tremulant finns för hela orgeln.[2]

| Huvudverk I          | Bröstverk II      | Pedal          | Koppel |
| Rörflöjt 8'          | Gedackt 8'        | Subbas 16'     | I/P    |
| Principal 4'         | Rörflöjt 4'       | Gedackt 8'     | II/P   |
| Waldflöjt 2'         | Principal 2'      | Koppelflöjt 4' | II/I   |
| Sesquialtera II chor | Nasat 1 1⁄3'      | Quintadena 2'  |        |
| Mixtur IV-V chor     | Cymbel I chor     | Fagott 16'     |        |
| Dulcian 8'           | Regal 8'          | Regal 4'       |        |
|                      | Crescendosvällare |                |        |